# 霍震霆
霍震霆，大紫荊勳賢，GBS，JP（1946年2月14日—），生於香港，香港商人、前全國政協副主席霍英东長子。現任中國香港體育協會暨奧林匹克委員會會長及多項體育界的公職，曾任香港立法會議員。

## 生平
霍震霆籍貫廣東番禺，1946年於香港出生，先就讀聖士提反書院附屬小學，再升讀聖士提反書院，曾入讀英國Normandale School，後畢業於英国米尔菲尔德学院（Mildfield School），美国南加州大学。前妻是1977年香港小姐冠軍朱玲玲，育有三名兒子，包括兒子霍啟剛、霍啟山以及霍啟人，於2004年離婚。
2012年，霍震霆放棄角逐立法會體育、演藝、文化及出版界議席，結束其議會生涯。

## 公職

### 體育
- 國際奧委會委員
- 亞奧理事會（東亞區）副會長
- 東亞運動會總會主席
- 2009年東亞運動會香港籌備委員會主席
- 中國香港體育協會暨奧林匹克委員會會長

### 政治
- 中國人民政治協商會議全國委員會委員
- 香港立法會議員（體育、演藝、文化及出版界）（1998年－2012年）
- 香港臨時立法會議員（1997年－1998年）
- 香港特別行政區第一屆政府推選委員會委員

### 其他
- 霍英东基金會主席

## 爭議

### 申辦亞運失敗
2000年6月，霍震霆首次代表香港體育界宣布有意申辦2006年第十五屆亞洲運動會的主辦權；經過一年的努力，總耗資5000萬港元的申辦工作，主辦權最終由卡塔爾首都多哈贏得。有評論認為霍震霆當時未有善用中國的外交支援、高估了香港的國際知名度與對外宣傳的效果。當時的申辦口號為「香港一定得！」（Hong Kong for Sure!），後來被歌手黃貫中套用在同名歌曲的歌詞之中以諷刺時弊。　

### 立法會表現
立法會議員天主教監察組於2006年10月發表《2005－2006年度監察報告》，指出霍震霆連續5年並無提出任何動議和修正案，考勤表現並不滿意。由於功能組別的制度設計，使得霍震霆較民選議員容易連任，甚至自動當選。電影業的馬逢國及劇團進念二十面體的胡恩威曾經以霍震霆漠視電影文化界別的利益而參選，但都挑戰席位失敗。立法會議員天主教監察組於2007年11月再發表《2006/07年度監察報告》，身為體育演藝文化出版界議員的霍震霆缺席率近五成，在41次會議中缺席21次，冠絕六十位議員。
2008年，霍震霆循功能界別體育、演藝、文化及出版界競選連任立法會，結果在沒有對手下自動當選。文化評論人梁文道悲觀地說：「這是個可恥的情況。多年來霍震霆被評為立法會中表現最劣的議員，平時疏於出席會議，即使出席亦甚少提案發言，但文化界依然容許其一屆又一屆連任，沒有人站出來試圖打破局面！全國人大代表馬逢國，替候任特首梁振英寫文化政綱，透露有意9月參加立法會選舉角逐體育、演藝、文化及出版界的功能組別議席，挑戰做了14年議員的霍震霆。粵劇名伶阮兆輝在2012年5月28日出席電台節目時批評現任議員霍震霆在任14年，並無代表業界發聲。
香港媒體普遍稱霍震霆、李國寶等為議會大懶蟲，經常缺席會議、三點不露（未到下午三時不返議會）、開會不看文件、打鐘就投票。根據立法會議員天主教監察組的《2010 - 2011監察報告》，建制派議員霍震霆在52次立法會大會中，缺席了足足23次，出席率不足6成。最後在2012年會期完結時被評為立法會「四大懶蟲」之首（在立法會全體會議、財務委員會和內務委員會的出席率全部最低）。更有市民在網上發起「踢走趕走霍震霆！」行動。
2012年7月31日，新一屆立法會選舉提名期結束，霍震霆不再競逐連任。

### 體育學院搬遷問題
2005年，霍震霆支持政府把現時香港體育學院的部分設施，改建為2008年夏季奧林匹克運動會馬術項目的比賽場館，體院被迫臨時遷至烏溪沙青年新村的臨時場館，受到香港精英運動員協會為首的港隊成員嚴厲批評。

## 名下馬匹
霍震霆為香港賽馬會會員，曾育有馬匹「全運」、「靈馬」。

## 榮譽
- 1999年 銀紫荊星章
- 2004年 金紫荊星章[12]
- 2023年 大紫荊勛章

## 曾拍攝電視廣告/宣傳片
- TVB「香港力量」宣傳片（2009年）

## 外部連結
- 國際奧委會成員霍震霆簡歷 （页面存档备份，存于）